# Кузьмин, Виктор Михайлович
Виктор Михайлович Кузьмин (1923—1977) — старшина Рабоче-крестьянской Красной Армии, участник Великой Отечественной войны, Герой Советского Союза (1945).

## Биография
Виктор Кузьмин родился 10 февраля 1923 года в Петрограде. Окончил семь классов школы и Ленинградский энергетический техникум. В 1940 году Кузьмин был призван на службу в Рабоче-крестьянскую Красную Армию. С 1941 года — на фронтах Великой Отечественной войны. Был тяжело ранен. К апрелю 1945 года гвардии старшина Виктор Кузьмин командовал отделением 37-го гвардейского стрелкового полка 12-й гвардейской стрелковой дивизии 61-й армии 1-го Белорусского фронта. Отличился во время форсирования Одера.
В ночь с 16 на 17 апреля 1945 года отделение Кузьмина переправилось через Одер в районе населённого пункта Нойглитцен в 13 километрах к северу от Врицена и приняло активное участие в боях за захват и удержание плацдарма на его западном берегу, отразив несколько немецких контратак. В бою пять раз был ранен, но продолжал сражаться.
Указом Президиума Верховного Совета СССР от 31 мая 1945 года за «образцовое выполнение боевых заданий командования на фронте борьбы с немецкими захватчиками и проявленные при этом мужество и героизм» гвардии старшина Виктор Кузьмин был удостоен высокого звания Героя Советского Союза с вручением ордена Ленина и медали «Золотая Звезда» за номером 6861.
После окончания войны Кузьмин был демобилизован. Проживал и работал в Краснокамске, Скадовске, Мирном. Активно занимался общественной деятельностью. Умер 22 марта 1977 года.
Был также награждён рядом медалей.
В честь Кузьмина названа улица в Мирном.